# Réserve ornithologique de Skorpa

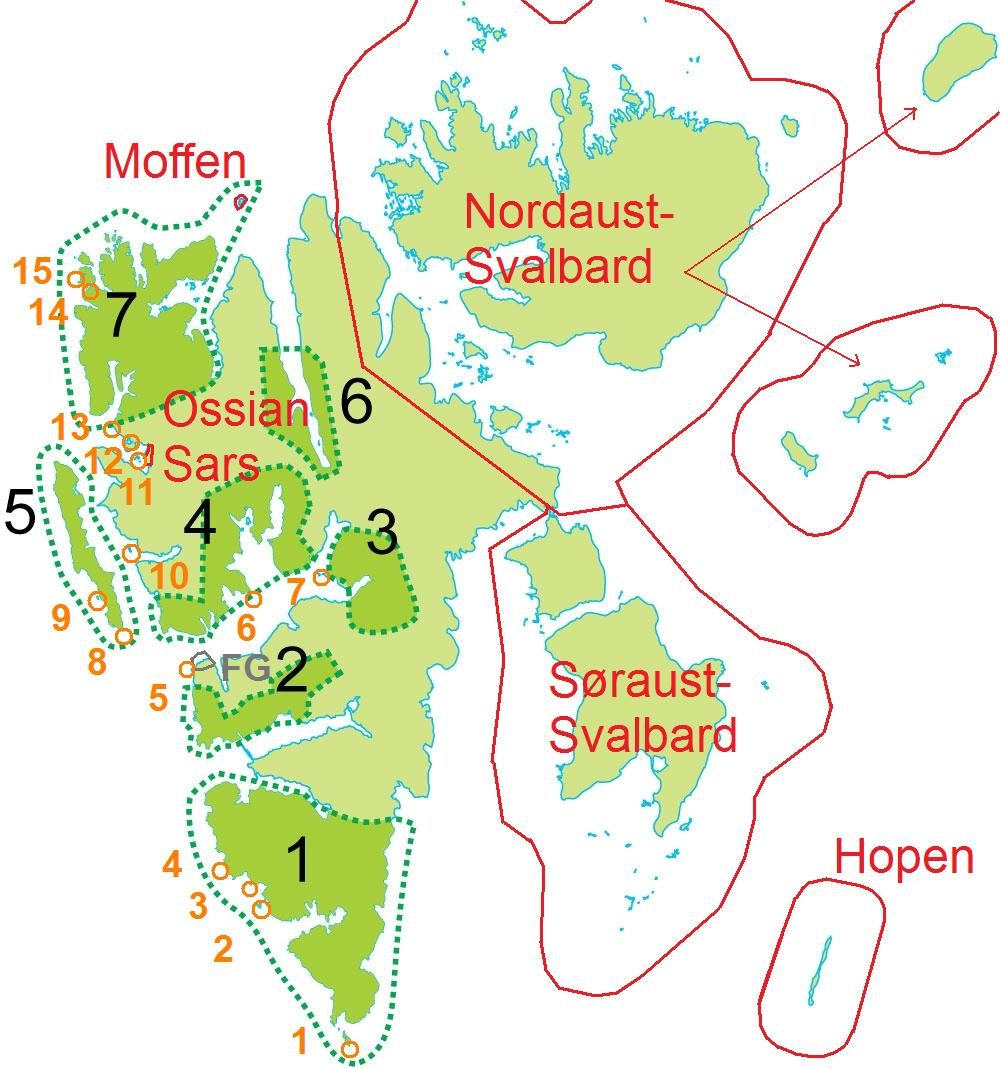
Carte des aires protégées au Svalbard, la réserve porte le numéro 15.

La réserve ornithologique de Skorpa est une réserve naturelle qui inclut l'île de Skorpa et les petites îles à l'ouest de  Danskøya, une partie de la Terre d'Albert I sur le Spitzberg, dans le Svalbard. La réserve a été créée par décret royal 1er juin 1973. La réserve ornithologique de Skorpa est avec celle de Moseøya et de Guissezholmen les trois réserves ornithologiques du Parc national de Nordvest-Spitsbergen.

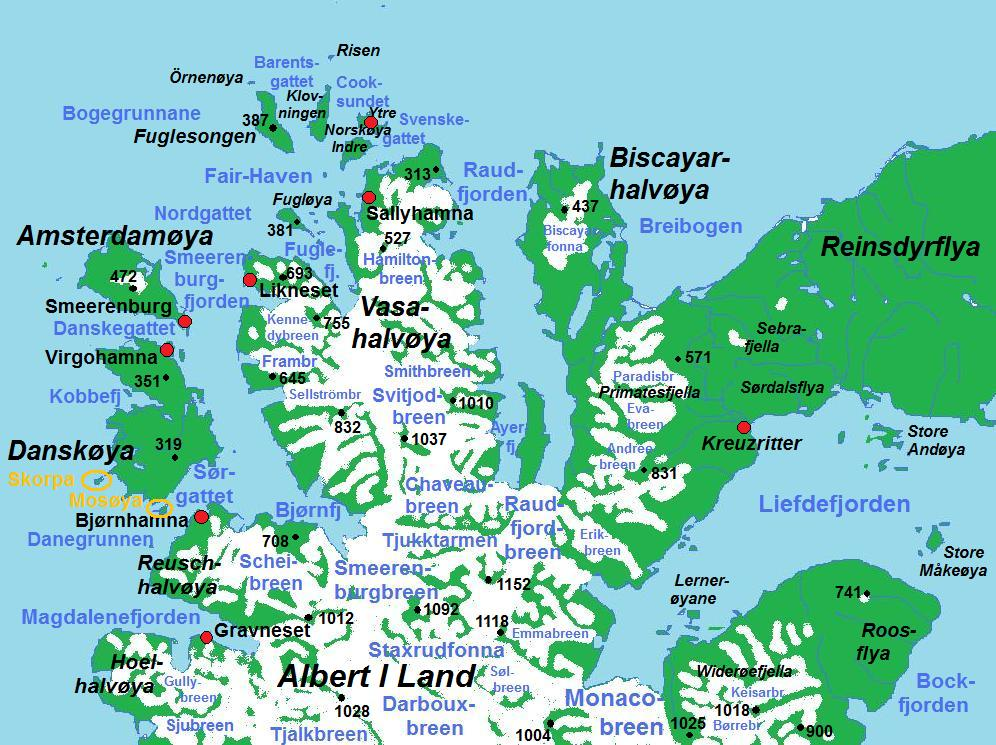
La carte d'Albert Skorpa est située à l'ouest de Danskøya. Les sanctuaires d'oiseaux sont indiqués en orange.

Il est interdit de s'approcher à 300 mètres de la réserve, et plus particulièrement à l'époque où les oiseaux sont en train de couver afin d'éviter que les parents ne soient effrayés et que des oiseaux de proie ou des renards ne prennent les œufs.